# Verdrag van Kremmen
Het Verdrag van Kremmen werd getekend in Kremmen op 20 juni 1236 tussen de markgraven Johan I en Otto III van Brandenburg enerzijds en Wartislaw III van Pommeren anderzijds. Met het verdrag erkende Wartislaw de leenhoogheid van Brandenburg en stond hij verschillende gebieden aan het markgraafschap af.

## Voorgeschiedenis
In de eerste decennia van de 13e eeuw had koning Waldemar II van Denemarken een grootmacht gemaakt, dat de hegemonie had in het zuidelijke Oostzeegebied. Hiervan profiteerden de beide Pommerse hertogen Wartislaus III en Barnim I, die de Deense leenhoogheid van Denemarken erkenden. Na de gevangenname van Waldemar in 1223 en de Slag bij Bornhöved in 1227 werd de macht van de Denen echter definitief gebroken.
Pommeren kwam van alle kanten onderdruk te staan. In 1231 bevestigde keizer Frederik II de leenhoogheid van Brandenburg over Pommeren. In het westen namen de vorsten van Mecklenburg rond 1230 Circipanië in, en in het oosten werden rond 1235 de omstreden gebieden rond Sławno en Słupsk door Swantopolk II van Pommerellen ingenomen.

## Inhoud
Om verdere afbrokkeling van zijn hertogdom te voorkomen, besloot Wartislaw III Brandenburg ruimschoots tegemoet te komen. Met het Verdrag van Kremmen werd het volgende overeengekomen: 
- Wartislaw III erkende de leenhoogheid van Brandenburg
- Als Wartislaw III zonder mannelijke nakomelingen zou overlijden kwam, zou zijn land aan Brandenburg komen.
- Wartislaw III stond Stargard, Wustrow en Beseritz aan Brandenburg af.

## Nasleep
Het tweede punt uit het verdrag werd door het Verdrag van Landin in 1250 ongedaan gemaakt. Door dit verdrag regeerden Wartislaw III en Barnim I namelijk gezamenlijk over heel Pommeren en na het kinderloos overlijden van Wartislaw in 1264 regeerde Barnim I tot zijn dood in 1278 alleen verder.
Ruim een eeuw na het verdrag kreeg Pommeren van door koning Karel IV in 1348 rijksvrijheid, waarmee de leenhoogheid van Brandenburg dus verviel. Brandenburg erkende deze rijksonmiddelbaarheid echter pas in 1529, in ruil voor het recht van erfopvolging in Pommeren indien het hertogelijke huis zou uitsterven.
Stargard, Beseritz en Wustrow gingen voorgoed verloren voor Pommeren.